# Band From TV
Band from TV (Band From TV Global Charity Trust) est un cover band de rock américain à vocation caritative. Les membres sont tous acteurs de séries ou feuilletons américains. Les bénéfices retirés de leurs spectacles sont reversés à des œuvres caritatives de leur choix.

## Biographie
Greg Grunberg a eu l'idée de Band from TV après avoir joué au House of Blues avec quelques autres célébrités et qui a suscité un surprenant intérêt de beaucoup de fans. Grunberg a contacté plusieurs autres personnalités qu'il a côtoyées et qui l'ont rejoint pour former le groupe : il est apparu dans un épisode de Dr House (Maladies d'amour, épisode 14, saison 2) mettant en vedette l'acteur et musicien Hugh Laurie qui a déjà joué dans des spectacles caritatifs aux côtés de James Denton et Bob Guiney.
Band From TV a commencé lors des cinquante-huitièmes « Primetime Emmy Awards TV Guide », durant l'après-cérémonie et d'autres concerts de charité et les membres ont joué sur des albums enregistrés en studio ; Band From TV a participé à une chanson (You Can't Always Get What You Want) de la bande originale de la série Dr House, et ont enregistré leur propre album : Hoggin' All The Covers (enregistrée en juillet 2007),. Le groupe a également joué lors de la fête organisée à la fin du tournage de la première saison de Heroes.

## Membres actuels

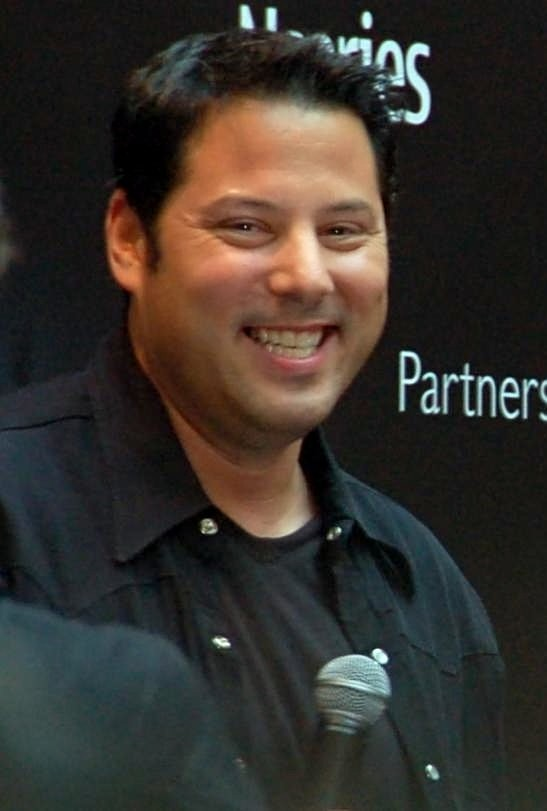
L'acteur Greg Grunberg, créateur du groupe.

- Greg Grunberg - percussions
- Bob Guiney - voix
- Bonnie Somerville - voix
- James Denton - guitare
- Hugh Laurie - claviers, voix
- Scott Grimes - claviers
- Jesse Spencer - violon
- Barry Sarna - claviers
- Rich Winer - guitare
- David Anders - voix
- Brad Savage - guitare basse, voix
- Chris Kelley - guitare
- Teri Hatcher - voix
- Adrian Pasdar - guitare